# Peilturm Kap Arkona

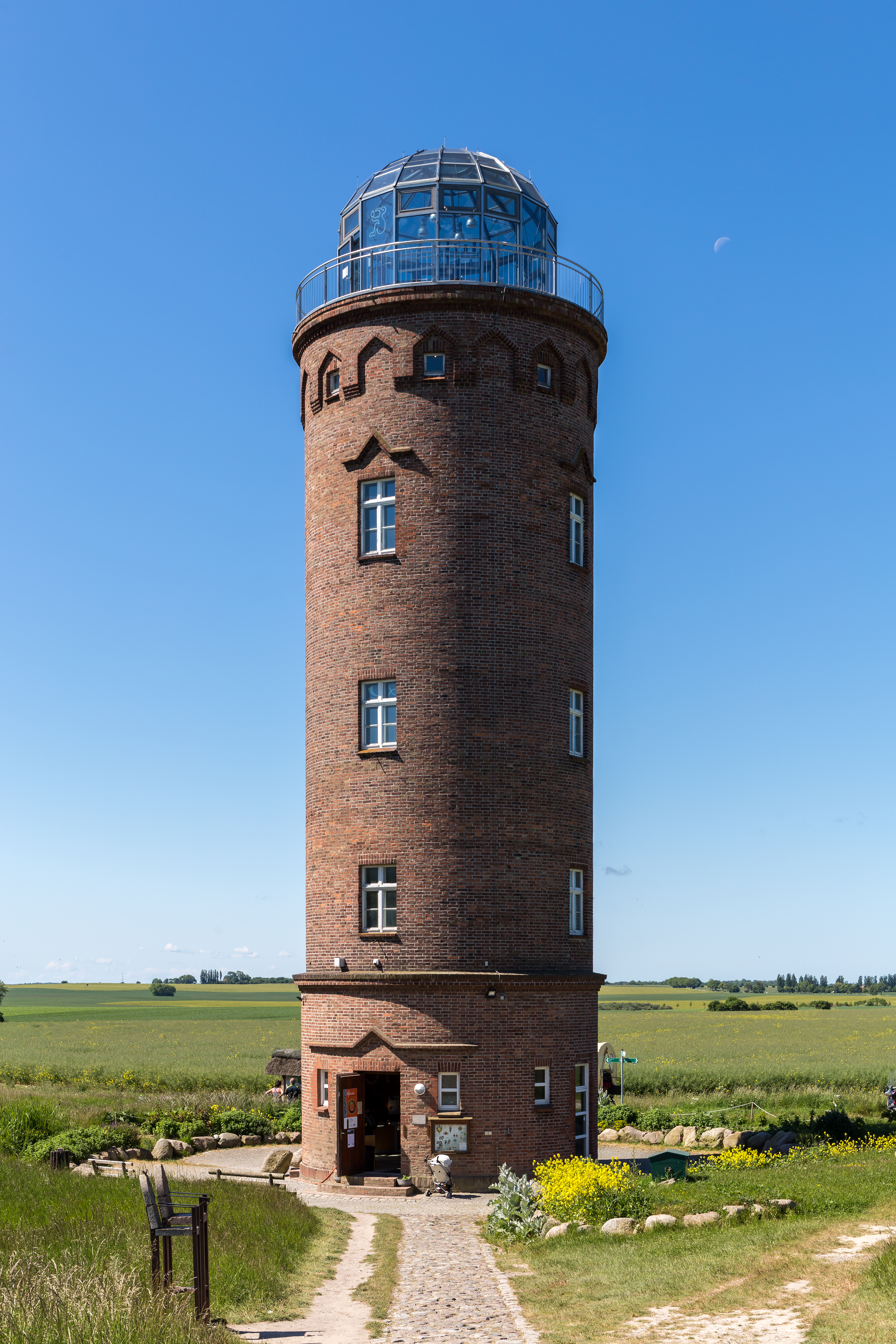
Peilturm am Kap Arkona

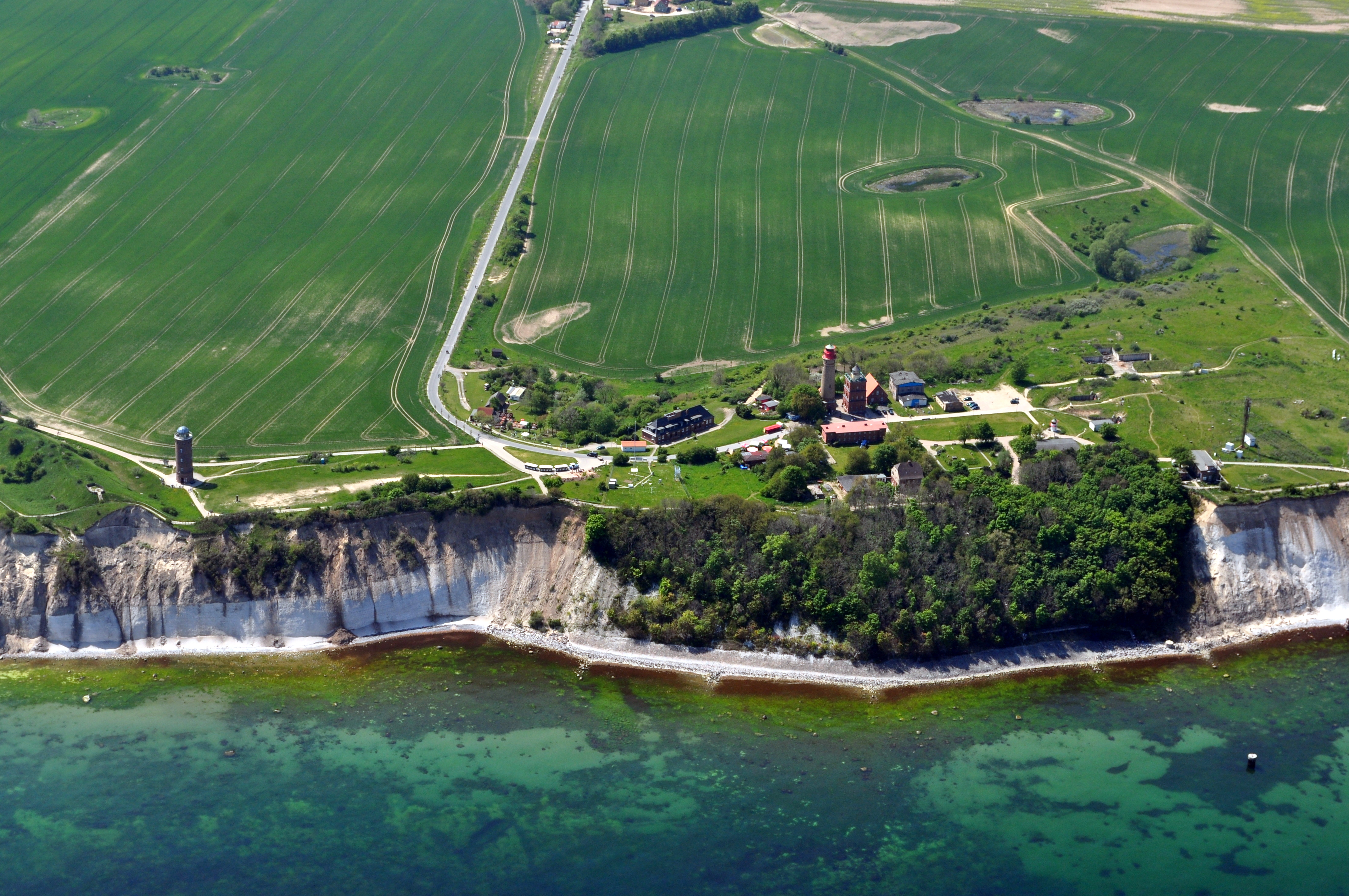
Luftbild von Kap Arkona, links der Peilturm, mittig die zwei Leuchttürme

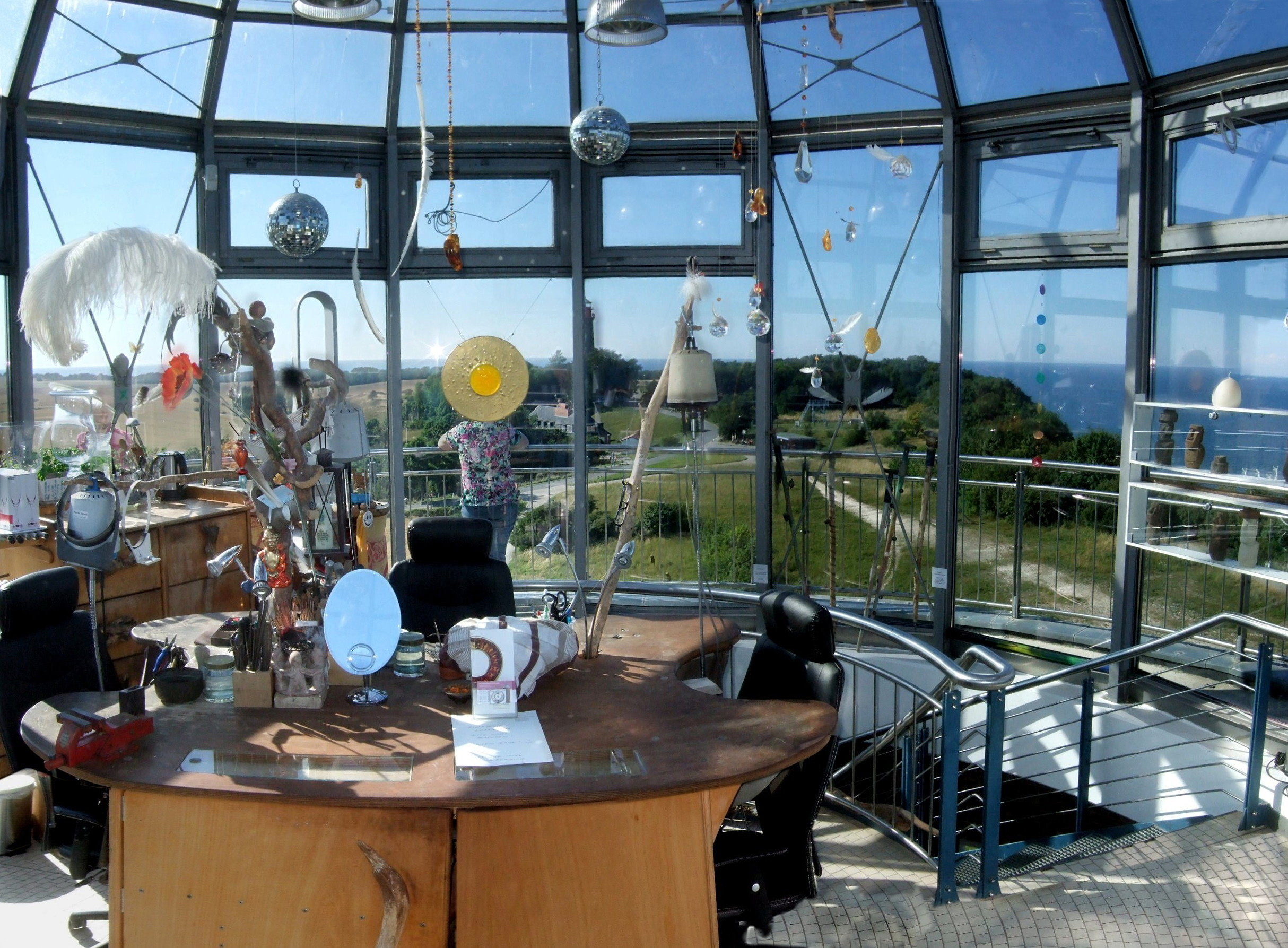
Bernsteinatelier von Nils Peters im Peilturm Arkona

Der Peilturm Kap Arkona bezeichnet eine ehemalige Peilfunkstation der Reichsmarine (1935–1945 Kriegsmarine) an der Ostsee in Mecklenburg-Vorpommern, die der Beobachtung des Funkverkehrs auf der südlichen Ostsee diente. Der Turm befindet sich unmittelbar neben der Jaromarsburg am Kap Arkona auf der Halbinsel Wittow an der Nordspitze der Insel Rügen. In Sichtweite befinden sich die beiden Leuchttürme am Kap Arkona.

## Geschichte
Im Jahre 1927 wurde der Marinepeilturm am Fuße der Jaromarsburg als fünf-etagiges rundes Gebäude in Ziegelbauweise errichtet. Wegen der vorwiegend militärischen Nutzung und der damit üblicherweise verbundenen Geheimhaltung gibt es nur wenige Hinweise zum Betrieb dieser Peilfunkstelle. Dies gilt besonders für den Zeitraum 1927–1936. Wahrscheinlich wurde sie schon damals zur Funkaufklärung genutzt. Am 12. September 1936 wird in den Nachrichten für Seefahrer mitgeteilt, dass die Peilfunkstelle Arkona mit dem Rufzeichen „D B I“ in Betrieb genommen wird. Dies stand wahrscheinlich im Zusammenhang mit der Wiederaufstellung eines Marinenachrichtendienstes. Ab 1937/38 war Arkona im System der Marine-Funkaufklärung und des damit einhergehenden Beobachtungsdienstes, bestehend aus der Zentral-Leitstelle in Berlin, drei weiteren Leitstellen und vier Hauptpeilstellen eine der acht Nebenpeilstellen entlang der Nord- und Ostseeküste zum Abhören und Entschlüsseln der Funksignale ausländischer Schiffe. Da auf zahlreichen historischen Fotos vom Peilturm jeder Hinweis auf Außenantennen fehlt, ist davon auszugehen, dass innerhalb des Gebäudes Peilempfänger mit Drehrahmenpeilantennen benutzt wurden.
Ein Funkfeuer war der Peilturm, obwohl vielfach so publiziert, sicherlich nicht, wenn auch um das Jahr 1912 innerhalb der Jaromarsburg mit der Funknebelsignalversuchsstation Arkona erste Versuche in diese Richtung unternommen wurden. Vielmehr hatte man sich zu Beginn der 1930er Jahre international auf die Standorte, Frequenzen, Sendeverfahren und Reichweiten der acht in und an der Ostsee zu betreibenden Funkfeuer geeinigt. Diese Standorte waren FS (Feuerschiff) Kiel, FS Fehmarnbelt, Warnemünde, Stubbenkammer, Swinemünde, FS Adlergrund, Jershöft und Pillau.
Spätestens 1945 wurden die technischen Einrichtungen im Peilturm am Kap Arkona entfernt oder zerstört und der Turm verkam zur Ruine, auch wenn er vorübergehend als Antennenträger genutzt wurde. Erst 1996 wurde er aufwendig saniert. Der Turm ist in der Liste der Baudenkmale im Landkreis Vorpommern-Rügen erfasst.
Auf dem etwa 23 Meter hohe Turm befindet sich in ca. 20 Meter Höhe eine Aussichtsplattform, auf die man über 111 Stufen gelangt. Von dieser Aussichtsplattform hat man einen freien Blick über Teile der Insel Rügen und den Innenraum der Jaromarsburg, die wegen der Gefahr weiterer Uferabbrüche nicht mehr betreten werden darf. Bei klarem Wetter kann man bis zur dänischen Insel Møn blicken.
Von 2003 bis 2017 befand sich in der verglasten Kuppel des Peilturms das Bernsteinatelier des im November 2017 verstorbenen Wiesbadener Künstlers Nils Peters.
Seit Mai 2018 ist der Turm von der Gemeinde Putgarten neu vermietet worden und ist seither ganzjährig zur Besichtigung und Turmbesteigung geöffnet.